# Université pontificale Saint-Thomas-d'Aquin
L'université pontificale Saint-Thomas-d'Aquin, dite Angelicum ou Pontificia Studiorum Universitas a S. Thoma Aq. in Urbe, est un institut universitaire d'études ecclésiastiques, situé à Rome, dirigé par l'ordre dominicain. Fondé en 1577 l’institut est un haut-lieu de la théologie thomiste et néothomiste. Elle est dirigée par le R.P. Thomas Joseph White,.

## Historique
L'Angelicum a pour origine le studium médiéval fondé en 1222 au couvent Sainte-Sabine de Rome par l'ordre dominicain.
En 1265, le chapitre d'Anagni de l'ordre ordonne : « Fr. Thome de Aquino iniungimus in remissionem peccatorum quod teneat studium Rome, et volumus quod fratribus qui stant secum ad studendum provideatur in necessariis vestimentis a conventibus de quorum predicatione traxerunt originem. Si autem illi studentes inventi fuerint negligentes in studio, damus potestatem fr. Thome quod ad conventus suos possit eos remittere » .
Le collège Saint-Thomas-d'Aquin est établi en 1577 par Juan Solano, O.P., pour soutenir l’action des missionnaires dans le Nouveau Monde.
Au chapitre général de l'ordre à Rome, en 1694, le collège est officiellement déclaré studium generale de la province romaine par Antoine Cloche, maître de l'ordre.
L'établissement se développe sous le pontificat de Léon XIII, lorsque celui-ci fait de la doctrine de Thomas d'Aquin (le thomisme) la base du renouveau théologique de l'Église catholique et le fondement de la formation du clergé par son encyclique Æterni Patris en 1878. La faculté de philosophie est fondée en 1882, suivie de la faculté de droit canon en 1896.
Jean XXIII élève l'Angelicum au rang d'université par le motu proprio Dominicanus Ordo du 7 mars 1963.

## Organisation
L'Angelicum est composé de quatre facultés : théologie, philosophie, droit canon et sciences sociales, et de deux instituts : Mater Ecclesiae, institut de sciences religieuses destiné à la formation de catéchistes et de professeurs de religion, et l'institut Saint-Thomas, consacré à l'étude des textes de ce docteur de l'Église.
La bibliothèque compte 200 000 volumes. Treize centres de formation en théologie et philosophie répartis sur les cinq continents sont rattachés à l'Université.
L'Angelicum accueille 1 600 étudiants dont une majorité de clercs.

## Personnalités liées à l'université

### Professeurs
- Luca Castellini
- Thomas Pègues
- Charles Morerod
- Édouard Hugon
- Réginald Garrigou-Lagrange
- Gabriel Théry[6]
- Olivier de La Brosse
- Serge-Thomas Bonino

### Étudiants
- Johanes Maria Pujasumarta, archevêque de Semarang
- Léon XIV, pape